# Adenophora micrantha
Adenophora micrantha är en klockväxtart som beskrevs av Hong De-Yuan. Adenophora micrantha ingår i släktet kragklockor, och familjen klockväxter. Inga underarter finns listade i Catalogue of Life.